# 武界
23°55′0.1″N 121°2′46.1″E / 23.916694°N 121.046139°E

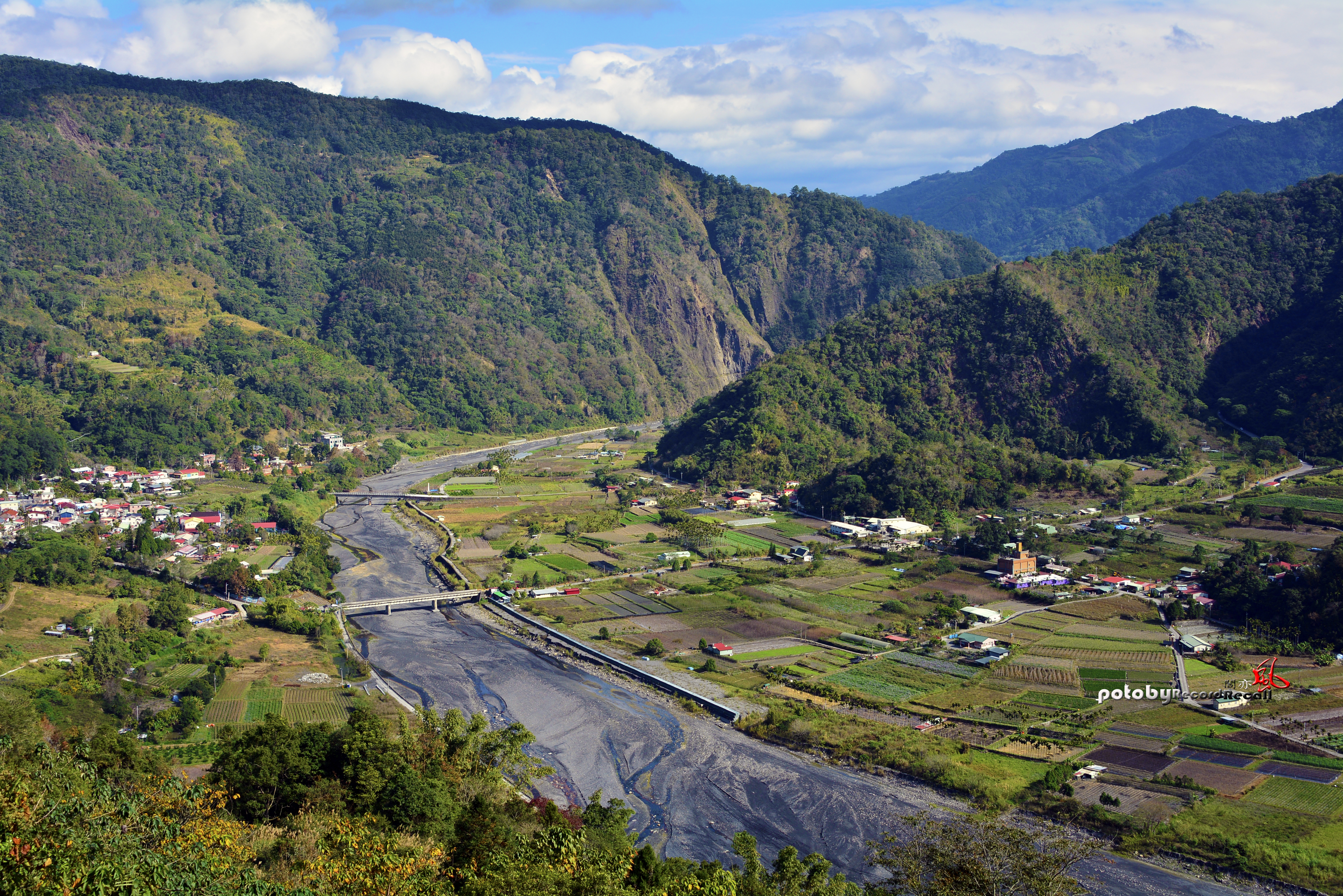
位處濁水溪畔沖積平原的武界，西岸（圖左）人口集中較明顯多於東岸（圖右）而形成聚落。

武界，清代譯作武改，是臺灣南投縣仁愛鄉法治村的布農族卓社群部落，也是位處最北方的布農族部落，鄰近布農族與泰雅族、賽德克族的傳統領域交界，海拔760至820公尺。依1988年調查，在武界部落定居的族人约100余户，人口约800至1000人。

## 歷史
1919年，為了統一治理布農族人，臺灣總督府實行「集團移住」政策，將卓社群各部落的族人集中，選在濁水溪沖積平原做為移住地，直到現今。關於武界的名由都是依據族人流傳下來的說法，實際上已難以考究，比較可信的說法有二：此地昔日是泰雅族與布農族為爭奪獵域，經常發生交戰，最後兩族經協調，決定獵域範圍，其界線正位在武界現址而得名；另一說法是源自布農語「Buqaiz」（又作 Vogai 或 Bogai）的發音，意指翻越某物，比如翻過一座山或越過一條界線。

## 地理
武界有兩部落，以濁水溪為界：東岸為圓山部落；西岸為界山部落，因濁水溪呈月牙彎於此流經，形成兩岸是沖積平原，這兩部落正是座落其之上。武界兩部落是分佈在濁水溪兩岸的現代沖積層與階地沖積層，其餘地質正好是濁水溪劃界：以東是眉溪砂岩與廬山層，是開鑿投83線隧道與栗溪引水隧道施工地層所在；以西是佳陽層，新舊武界引水隧道皆貫穿於此地層，至離開鄉界仍是。在思源吊橋附近，此段接近武界水庫的峽谷，呈現是砂岩，於此沿溪往下游看去，濁水溪西岸多是板岩構造，由於這兩地層皆在武界露頭，為地質學界做野外勘察的地方。

## 交通
昔日交通不便，在未貫通投83線之前，族人完全仰賴投71線，由於武界水庫設立於此，且是唯一公路可及，台灣電力公司員工也是與族人共同使用投71線，形成武界人一條生命線。投71線每逢颱風季節，這條公路常有落石、山崩發生，尤其在921大地震，造成武界的交通中斷，變成與世隔絕的部落，此例就可突顯投71線重要性，南投縣政府有感於此況的必要性，於2006年將原本投71線改道，採隧道方式做截彎取直，但往北方向的交通，仍是受阻於山勢，無法與鄰村萬豐連接，故在2009年，投83線361公尺長的隧道貫通，打破仰賴唯一一條生命線的窘況，隨之帶來車程大幅縮短的便利性。

## 外部連結
- . 美美美旅遊網.   [2010-03-24]. （原始内容存档于2009-08-24） （中文（臺灣））.